# 入戸火砕流

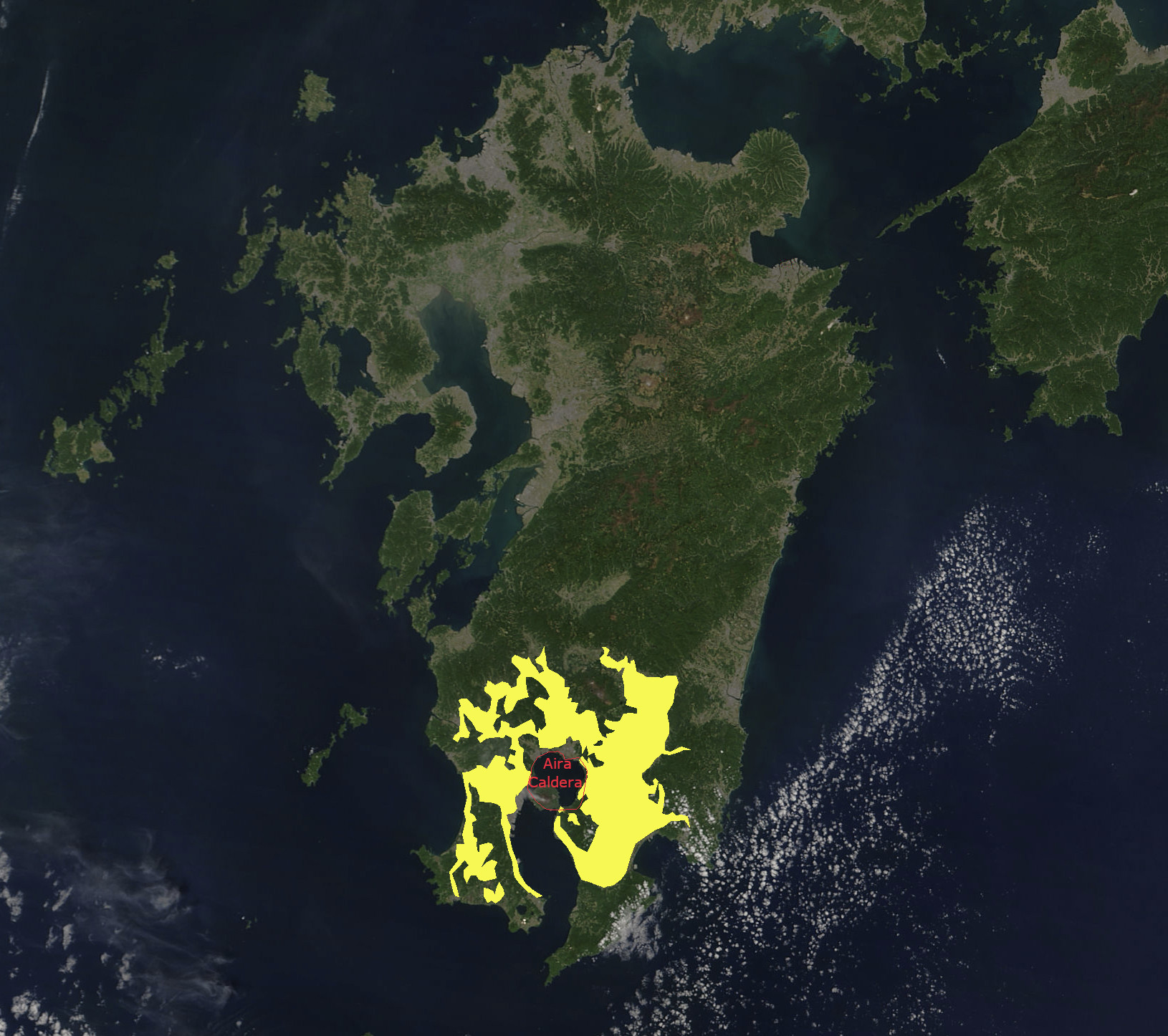
九州における入戸火砕流のおよその分布

入戸火砕流（いとかさいりゅう、いりとかさいりゅう）は、約3万年前に姶良カルデラの大噴火で発生した大規模な火砕流。堆積物はシラスと呼ばれ、鹿児島県を中心とした九州南部全域広がり、シラス台地など様々な地形を形成した。記号はA-Ito。入戸火砕流から巻き上がった火山灰は姶良Tn火山灰と呼ばれ、北海道を除く日本全域と朝鮮半島に堆積する広域テフラとして知られる。

## 概要
入戸火砕流の堆積物は粒子の大きさの分布に特徴があることから流れた範囲を特定することができる。鹿児島県の薩摩半島と大隅半島の山岳部を除くほぼ全域、宮崎県の南西部から中央平野部にかけて、熊本県の人吉市から五木村にかけての低地と水俣市、さらには高知県宿毛市にまで及んで入戸火砕流の堆積物が採取されている。場所によっては約150mの厚みで堆積した地域もあり、堆積物の総量は見かけ体積で約500-600km3にもなる。一般に火砕流は低地に沿って流れる傾向を持つが、700m以上の高さを持つ九州山地を越えた地域にも広がっており、標高1200m以上の高地にある大浪池でも堆積物が確認されている。
火砕流堆積物は大部分が非溶結～弱溶結で、強溶結の層相を示すものは姶良カルデラ北部の一部地域に限られる。大部分は塊状で、分布域縁辺部を除き単一のユニットからなる。火砕流堆積物最下部には、亀割坂角礫と呼ばれる岩塊が堆積しており、最大層厚は30m、中には直径2mの巨礫も含まれている。これは、噴火と同時にカルデラの陥没によって基盤岩が粉砕され、火砕流によって大気中に放出、周辺に落下したものと考えられる。
名称の由来は、現在の鹿児島県霧島市国分重久、発見当時の国分市入戸（いりと）のシラス崖において発見された火山噴出物の痕跡が1956年に「入戸軽石流」（Ito pumice flow）という表現で学会に報告されたことによる。その後1964年頃から「入戸火砕流」とも呼ばれるようになった。火砕流発生の年代は放射性炭素年代測定によって調査されており、1970年代の報告では2万1千年前から2万2千年前の間とされていたが、1980年代に行われたより精密な測定手法で約2万5千年前とされた。更に、2013年に発表されたSmith et al.による水月湖の年縞研究で、入戸火砕流のco-igninbrite ashである姶良丹沢テフラの年代が約3万年前に修正された。

## 指定地など
- 志布志市夏井海岸の火砕流堆積物（鹿児島県志布志市） - 志布志湾・夏井海岸沿いの崖には広く入戸火砕流堆積物が露出し観察できる。溶結部が残り下位の軽石層が浸食されて生じた海食洞もある。国指定天然記念物[1][2][3]。
- 天降川流域の火砕流堆積物（霧島市） - 川沿いに入戸火砕流のほか阿多火砕流、加久藤火砕流の堆積物層がみられ、地質を生かした水路などの遺構も残る。国指定天然記念物[4][5]。
- 溝ノ口洞穴（鹿児島県曽於市） - シラス台地の入戸火砕流堆積物層に形成された全長200m超の洞穴。下位の非溶結部分が優先的に侵食され、溶結部分が天井になっている。噴火前に谷だった旧谷部で堆積が厚かったため非溶結部分が厚くなった。「吹き抜けパイプ」とも呼ぶ堆積後にガスや水蒸気が抜けた痕跡の断面がよく観察できる。国指定天然記念物[4][6][3]。